# Allium palaestinum
Allium palaestinum — вид трав'янистих рослин родини амарилісові (Amaryllidaceae), ендемік Палестини.

## Опис
Цибулина куляста, цибулинна, 1–1.5 см поперек, зовнішні туніки сірі. Стеблина (15)20–35(50) см заввишки у цвітінні. Листків 2–3, голі, коротші від стеблини. Суцвіття кулясте до півсферичне, багатоквіте. Листочки оцвітини 0.6–1 см, довгояйцеподібні або еліптичні, загострені або тупі, чисто білі, лише іноді з блідо-пурпуровою серединною жилкою. Пиляки блідо-жовті, перетворюючись у зеленувату. Коробочка субкуляста, довжиною 0.35 см. 2n = 14, 28.
Цвіте з кінця лютого, до піку в березні, закінчуючи на початку квітня.

## Поширення
Поширення: Ізраїль, Палестинські території, Йорданія.
Росте на вапняних скелястих схилах.

## Етимологія
Рослина названа на честь Палестини в широкому розумінні: Ізраїль, Палестинські території та Йорданія.